# 432361 Rakovski
432361 Rakovski è un asteroide della fascia principale. Scoperto nel 2009, presenta un'orbita caratterizzata da un semiasse maggiore pari a 2,5451401 UA e da un'eccentricità di 0,1302808, inclinata di 4,72366° rispetto all'eclittica.